# Каракат (аул)
Каракат (каз. Қарақат, до 1993 г. — Октябрь-Чарва) — аул в Рыскуловском районе Жамбылской области Казахстана. Входит в состав Куланского сельского округа. Находится примерно в 3 км к юго-востоку от районного центра, села Кулан. Код КАТО — 315030200.

## Население
В 1999 году население аула составляло 779 человек (396 мужчин и 383 женщины). По данным переписи 2009 года, в ауле проживал 161 человек (78 мужчин и 83 женщины).